# Sông Đắk Nông
Sông Đắk Nông hay suối Đắk Nông là phụ lưu cấp 1 của sông Đồng Nai, chảy ở huyện Đắk Song và thành phố Gia Nghĩa tỉnh Đắk Nông, Việt Nam.
Sông Đắk Nông dài 92 km, diện tích lưu vực 1112 km², là dòng sông chính chảy qua Gia Nghĩa. Tên sông được đặt cho tên huyện Đắk Nông trước đây và tên tỉnh hiện nay.

## Dòng chảy
Sông Đắk Nông bắt nguồn từ sườn tây nam dải núi Nâm Nung 12°14′55″B 107°41′49″Đ / 12,248616°B 107,696846°Đ, chảy hướng tây nam, sau đó là hướng nam qua Gia Nghĩa. Sau đó sông Đắk Nông tiếp nhận dòng Đăk R'ti và đổ vào sông Đồng Nai.11°53′18″B 107°39′42″Đ / 11,888469°B 107,661621°Đ
Trên sông Đắk Nông có các thác nước là các điểm du lịch hấp dẫn.
- Ở thượng nguồn là Thác Lưu Ly 12°13′42″B 107°41′04″Đ / 12,228204°B 107,684544°Đ ở xã Nâm N'Jang huyện Đắk Song.
- Ở gần quốc lộ 14 là Thác Ba Tầng 12°03′41″B 107°41′06″Đ / 12,061456°B 107,684961°Đ ở xã Quảng Thành thành phố Gia Nghĩa, cách thành phố khoảng 7 km hướng bắc.

## Thủy điện
Thủy điện Đăk R’Tih xây dựng trên dòng Đăk R'ti tại vùng đất giáp ranh thành phố Gia Nghĩa và xã Nhân Cơ huyện Đăk R’lấp tỉnh Đắk Nông, có công suất lắp máy 144 MW, hoàn thành tháng 8/2011. Nước từ nhà máy điện đổ ra sông Đắk Nông.